# Quelli che non hanno età
Quelli che non hanno età è il singolo con il quale gli Eiffel 65 hanno partecipato al Festival di Sanremo 2003.
Il brano è stato scritto da Domenico Capuano, Maurizio Lobina, Gianfranco Randone, Gabry Ponte e Gregory Colla.

## Descrizione
Classificandosi al 15º posto su 20 furono molto criticati dalla giuria, con il seguente commento in "pagella": Mai così in basso. A suo modo un record. Malgrado le critiche, dati alla mano, il Festival ha raggiunto il picco di ascolti più alto proprio durante l'esibizione degli Eiffel 65 nella prima serata. La versione orchestrata aveva ottenuto scarsa attenzione, mentre il remix di Gabry Ponte poi l'ha trasformato in un tormentone dell'estate 2003 molto suonato nelle discoteche.

## Tracce
1. Quelli che non hanno età (DJ Ponte Power Cut)
2. Quelli che non hanno età (DJ Ponte Power Mix)